# Wodnik Archangelsk
Der HK Wodnik Archangelsk (russisch ХК «Водник» Архангельск) ist ein Bandy-Verein aus der nordrussischen Hafenstadt Archangelsk.

## Geschichte
Der Verein wurde 1925 gegründet. 1950 debütierte der Verein in der höchsten Liga der Sowjetunion. In den russischen Meisterschaften (in der höchsten Liga) feierte Wodnik neun Meistertitel: 1996, 1997, 1998, 1999, 2000, 2002, 2003, 2004 und 2005. HK Wodnik Archangelsk gewann 2003 und 2004 den Bandy World Cup. 2002, 2003 und 2004 wurde der Europapokal gewonnen. 

## Bekannte Spieler
- Michael Carlsson (* 1972)
- Pawel Franz (* 1968)
- Jewgeni Iwanuschkin (* 1979)